# Romain du Puy
Romain du Puy était au XIIe siècle un noble du Royaume de Jérusalem.
Il est cité en Terre-Sainte en 1110. Il semble qu'il vienne du Puy-en-Velay et qu'il accompagnait l'évêque du Puy Adhémar de Monteil à la première croisade, dans l'armée de Raimond de Saint Gilles. En 1118, Baudouin II lui donne en fief la seigneurie d'Outre-Jourdain mais, compromis en 1134 dans la révolte d'Hugues II du Puiset, comte de Jaffa, le roi Foulque V lui retira la seigneurie pour la donner à Payen le Bouteiller.